# اتفاقية جيانتي
كانت اتفاقية جيانتي عبارة عن اتفاقية بين شركة الهند الشرقية الهولندية وسلطنة ماتارام ممثلة في باكوبوانا الثالث ومجموعة الأمير مانجكوبومي (لقب يُمنح لولي العهد الثاني). لم تشارك مجموعة الأمير سامبرنياوا في هذه الاتفاقية. بعد توقيع اتفاقية السلام، شارك الأمير مانجكوبومي بعد ذلك في مهاجمة المجموعة المتمردة، وهي الأمير سامبرنياوا. وستوقع مجموعة الأمير سامبرنياوا أيضًا اتفاقية سلام في الاتفاقية لاحقا.
تم التوقيع على هذه الاتفاقية في 13 فبراير 1755، بحكم القانون، نهاية لسلطنة ماتارام المستقلة تمامًا. تم أخذ اسم جيانتي من الموقع الذي تم توقيع الاتفاقية فيه، وهو قرية جيانتي (تهجئة هولندية) التي تقع الآن في قرية جانتيهارجو، جنوب شرق كارانجانيار، جاوة الوسطى.
بناءً على هذا الاتفاق تم تقسيم منطقة ماتارام إلى 2. منطقة شرق نهر أوباك (الذي يعبر منطقة برامبانان في الوقت الحاضر) يحكمها وريث عرش ماتارام، سنن باكوبوانا الثالث، وبقايا المقيمين في سوراكارتا. تم تسليم المنطقة الغربية (منطقة ماتارام الأصلية) للأمير مانجكوبومي السلطان هامينجكوبوانا الأول الذي عاش في يوجياكارتا. كما احتوت على شرط أن شركة الهند الشرقية الهولندية يمكن أن تحدد من يتحكم في المنطقتين إذا لزم الأمر.

## خلفية
كانت المعاهدة كنتيجة لحرب الخلافة الجاوية الثالثة في 1749-1757. باكوبوانا الثاني، ملك ماتارام، قد دعم تمردًا صينيًا ضد الهولنديين. وفي عام 1743، تنازل الملك عن الساحل الشمالي لجاوة ومادورا لشركة الهند الشرقية الهولندية، وذلك لدفع ثمن عودته إلى السلطة. في وقت لاحق، قبل وفاته عام 1749، تنازل عن ما تبقى من المملكة. ثم أصبحت ماتارام دولة تابعة للشركة.
أصبح باكوبوانا الثالث، الذي دعمته الشركة الملك الجديد، لكن كان عليه أن يواجه منافسًا لوالده، رادين ماس سعيد (الملقب بالأمير سامبرنياوا)، الذي احتل منطقة تسمى سوكواتي. في عام 1749، انضم الأمير مانجكوبومي شقيق الراحل باكوبوونو الثاني، غير راضٍ عن مكانته الأدنى، إلى رادن ماس سعيد في النضال ضد باكوبوونو الثالث. أرسلت الشركة قوات لمساعدة ملكها التابع، لكن التمرد استمر. لم ينفصل مانجكوبومي عن رادن ماس سعيد حتى عام 1755 ووافق على عرض السلام في جيانتي، والذي تم بموجبه تقسيم ماتارام إلى قسمين. وقع رادن ماس سعيد معاهدة مع الشركة عام 1757، والتي منحته أن يكون له جزء من ماتارام الشرقية. كان يُعرف منذ ذلك الحين باسم مانكونجارا الأول.

## تفاوض
وفقًا لمذكرات نيكولاس هارتينغ، حاكم شركة الهند الشرقية الهولندية لشمال جاوة، في 10 سبتمبر 1754، أنه غادر سمارانج للقاء الأمير مانجكوبومي. تم الاجتماع مع الأمير مانجكوبومي نفسه فقط في 22 سبتمبر 1754. في اليوم التالي، عُقدت محادثات مغلقة حضرها عدد قليل من الأشخاص. ويرافق الأمير مانجكوبومي: الأمير ناتاكوسوما وتومنغونغ رونغجو. ورافق هارتينغ: بريتون، والكابتن دونكل، وسكرتيره وفوكنز والمترجم هو القس باستاني.

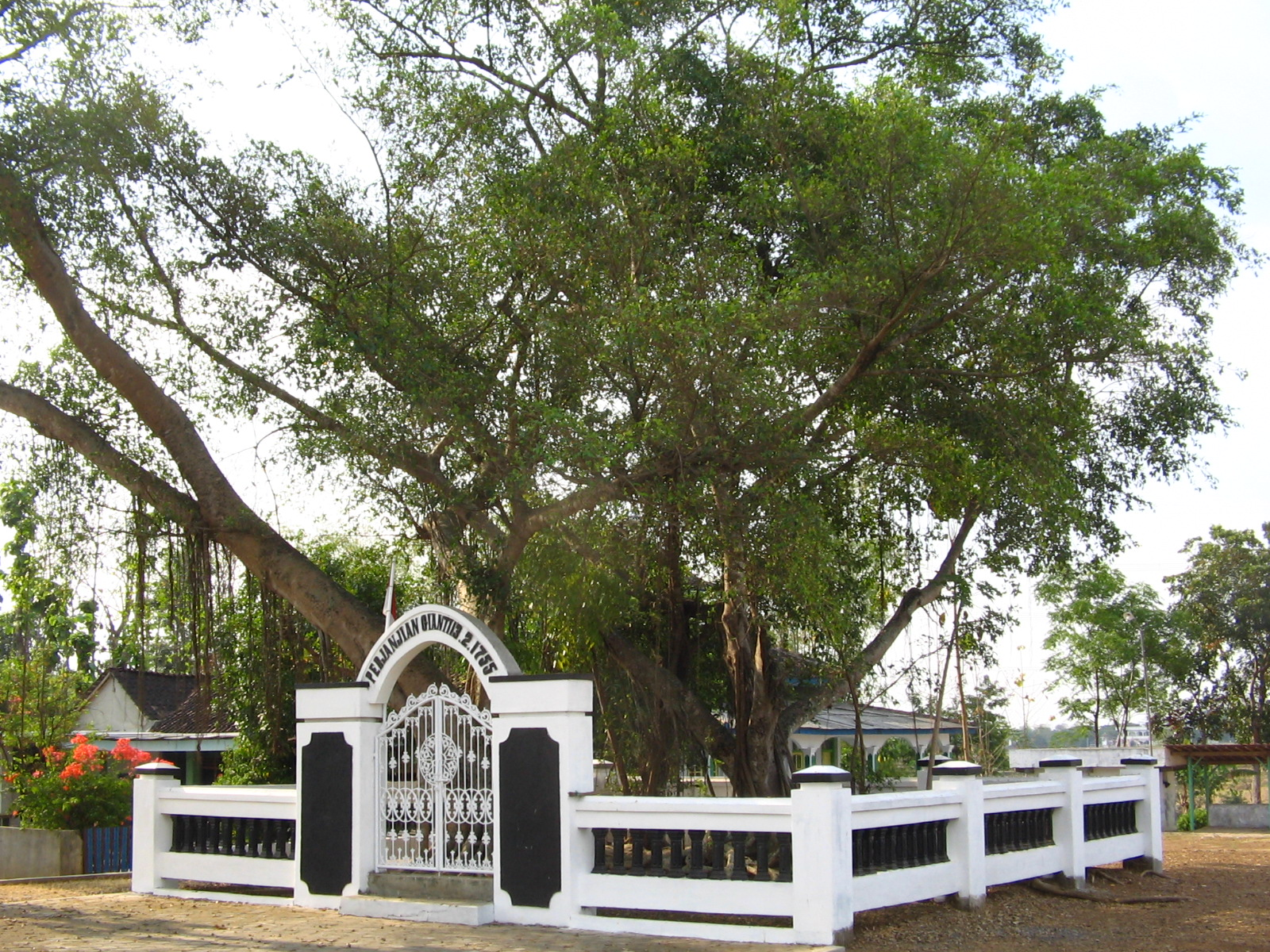
موقع توقيع اتفاقية جيانتي في كارانجانيار، جاوة الوسطى.

خلال المناقشة الأولى بشأن تقسيم ماتارام، أعرب هارتينغ عن اعتراضه لأنه كان من المستحيل على زعيمين في سلطنة واحدة. ذكر مانجكوبومي أنه كان هناك أكثر من سلطان في سيربون. كما عرض هارتينغ عليه منطقة ماتارام الشرقية والتي رفضها مانجكوبومي. لم تسر المفاوضات بسلاسة لانه لا تزال هناك شكوك بينهما. أخيرًا، بعد التعهد بعدم الإخلال بوعود الطرف الآخر، سارت المحادثة بسلاسة. اقترح هارتينغ مرة أخرى أن مانجكوبومي لا يستخدم عنوان «سنن/Sunan» وأن يحدد المناطق التي سيسيطر عليها.

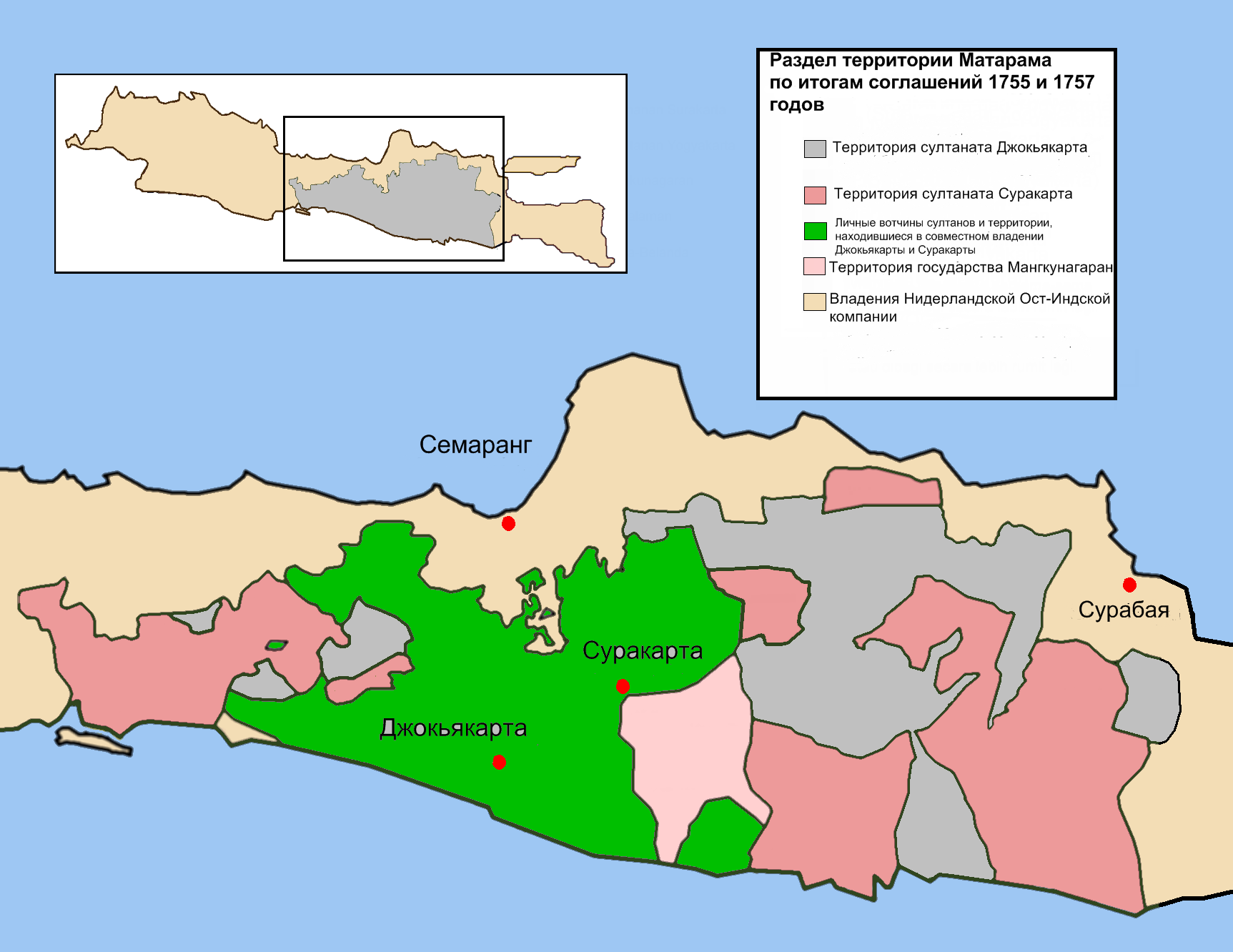
خريطة تقسيم ماتارام في 1757

اعترض مانجكوبومي على التنازل عن لقب سنن لأن الناس اعترفوا به على أنه سنن قبل خمس سنوات. تم منح الأمير مانجكوبومي لقب "Sunan yang Di pertuan" على سلطنة ماتارام عندما توفي باكوبوانا الثاني، في نفس الوقت الذي حصل فيه باكوبوانا الثالث علي لقبه وخلفه بالتعيين بواسطة شركة الهند الشرقية الهولندية.
كان لا بد من وقف المفاوضات واستمرارها في اليوم التالي. في 23 سبتمبر 1754 تم التوصل أخيرًا إلى مذكرة تفاهم تنص على أن الأمير مانجكوبومي سيستخدم لقب سلطان ويحصل على نصف السلطنة. لا يزال الساحل الشمالي لجاوة أو المناطق الساحلية التي تم تسليمها إلى شركة الهند الشرقية الهولندية تحت سيطرة شركة الهند الشرقية الهولندية ونصف التعويض عن هذا التحكم سيتم منحه إلى مانجكوبومي. بالإضافة إلى ذلك، سيحصل مانجكوبومي أيضًا على نصف موروثات القصر. ثم قُدمت مذكرة التفاهم إلى باكوبوانا الثالث. في 4 نوفمبر 1754، سلم باكوبوانا الثالث خطابًا إلى الحاكم العام لـ شركة الهند الشرقية الهولندية، جاكوب موسيل، بخصوص موافقته على نتيجة المفاوضات بين حاكم شمال جاوة، هارتينغ، والأمير مانجكوبومي.
بناءً على المفاوضات التي أجريت في 22-23 سبتمبر 1754 ورسالة الموافقة من باكوبوانا الثالث، ثم في 13 فبراير 1755 تم توقيع الاتفاقية في جيانتي.

## بنود الاتفاقية
يذكر سويداريسمان بويروكويسويمو في كتابه دوقية باكوالامان البنود التالية:
1. المادة 1 تم تعيين الأمير مانجكوبومي ومنحه لقب السلطان هامينجكوبوانا سيناباتي في الاغا عبد الرحمن سيدين بانتاغاما خليفة الله على نصف سلطنة ماتارام التي مُنحت له حقوق وراثية لوريثه، في هذه الحالة الأمير أديباتي أنوم بندورو رادين ماس سوندورو.
2. المادة 2 ستكون هناك دائما جهود لتأسيس تعاون بين الناس تحت حكم الطوائف المحلية وشعب السلطنة.
3. المادة 3 قبل أن يبدأ بباتيه دالم (Rijks-Bestuurder) والحكام في تنفيذ واجباتهم، عليهم أداء قسم الولاء لـ شركة الهند الشرقية الهولندية في يد الحاكم. بباتيه دالم (Rijks-Bestuurder) هو صاحب سلطة تنفيذية يومية بموافقة من المقيم أو الحاكم.
4. المادة 4 لا يجوز للسلطان تعيين أو إقالة بباتيه دالم والوصي إلا بعد الحصول على موافقة من شركة الهند الشرقية الهولندية.
5. المادة 5 يعفو السلطان عن الوصي الذي انحاز إلى اللجنة العسكرية المركزية في الحرب.
6. المادة 6 لن يطالب السلطان بحقوقه في جزيرة مادورا والمناطق الساحلية التي قدمها السلطان باكوبوانا الثاني إلى شركة الهند الشرقية الهولندية في عقده المؤرخ 18 مايو 1746. من ناحية أخرى، ستقوم الشركة بتعويض السلطان بمبلغ 10000 ريال كل عام.
7. المادة 7 سيقدم السلطان المساعدة إلى السنن باكوبوانا الثالث في أي وقت إذا لزم الأمر.
8. المادة 8 - وعد السلطان ببيع المواد الغذائية بسعر معين لشركة الهند الشرقية الهولندية.
9. المادة 9 وعد السلطان بالامتثال لجميع أنواع الاتفاقات التي تم إبرامها بين حكام ماتارام السابقين والمجلس الطوعي، ولا سيما الاتفاقات المبرمة في الأعوام 1705 و1733 و1743 و1746 و1749.
10. الخاتمة تم التوقيع على هذه الاتفاقية من قبل هارتينغ وفان أوسينبيرش وستينمولدر ودونكل وفوكينز من شركة الهند الشرقية الهولندية.

## المجادلات
اتفاق جيانتي لم يضع حدا لأعمال الشغب لأنه في هذه الاتفاقية لم يتم تضمين مجموعة الأمير سامبرنياوا. كما هو معروف، في اتفاقية جيانتي، كان الأمير سامبرنياوا منافسًا للأمير مانجكوبومي ليصبح حاكم ماتارام. كانت اتفاقية جيانتي شكلاً من أشكال المؤامرة لهزيمة المتمردين، وهم مجموعة الأمير سامبرنياوا. لذلك، تم تنفيذ اتفاقية جيانتي بهدف بناء تحالف قوى جديد لسحق المتمردين وتقليل قوة المتمردين من خلال التعاون مع إحدى قواته.